# قاضی (فیلم ۱۹۹۹)
قاضی (به هندی: Nyaydaata) فیلمی محصول سال ۱۹۹۹ و به کارگردانی ویکی راناوات است. در این فیلم بازیگرانی همچون درمندرا، جایا پرادا، آسرانی، تینو آناند، موکش ریشی، هریش پاتل ایفای نقش کرده‌اند.